# جوناتان دوس سانتوس
جوناثان دوس سانتوس راميريز (بالإسبانية: Jonathan dos Santos Ramírez)‏ (مواليد 26 أبريل 1990 في مونتيري في المكسيك) لاعب كرة قدم مكسيكي يلعب في مركز الوسط المدافع . هو الأخ الاصغر للاعب جيوفاني دوس سانتوس.